# 曾如海
曾如海（1559年—1595年），字粤祥，號敬元，江西撫州府臨川縣人，明朝政治人物。

## 生平
萬曆十六年（1588年）戊子科江西鄉試舉人。萬曆二十年（1592年）壬辰科第三甲二百二十六名進士，工部觀政，二十二年授福建同安縣知縣，卒於任。

## 事跡
曾如海與同鄉湯顯祖交好，年轻時曾结书社，并参与汤显祖《紫箫记》创作。後來，曾共同倡议修建崇儒书院。

## 家族
曾祖父曾時諒；祖父曾昂，县丞，封御史；父親曾佩，辛丑進士，南京畿道御史。
| 官衔          | 官衔                         | 官衔          |
| ------------- | ---------------------------- | ------------- |
| 前任： 李在公 | 明朝同安县知县 1594年-1595年 | 繼任： 洪世俊 |